# Château-sur-Epte
Château-sur-Epte je francouzská obec v departementu Eure v regionu Normandie. V roce 2011 zde žilo 588 obyvatel.

## Pamětihodosti
Nad obcí jsou zříceniny hradu, který založil roku 1087 Vilém II. Ryšavý.

## Sousední obce
Authevernes, Berthenonville, Cahaignes, Guerny, Saint-Clair-sur-Epte (Val-d'Oise)

## Vývoj počtu obyvatel
Počet obyvatel 